# Brigida von Kildare

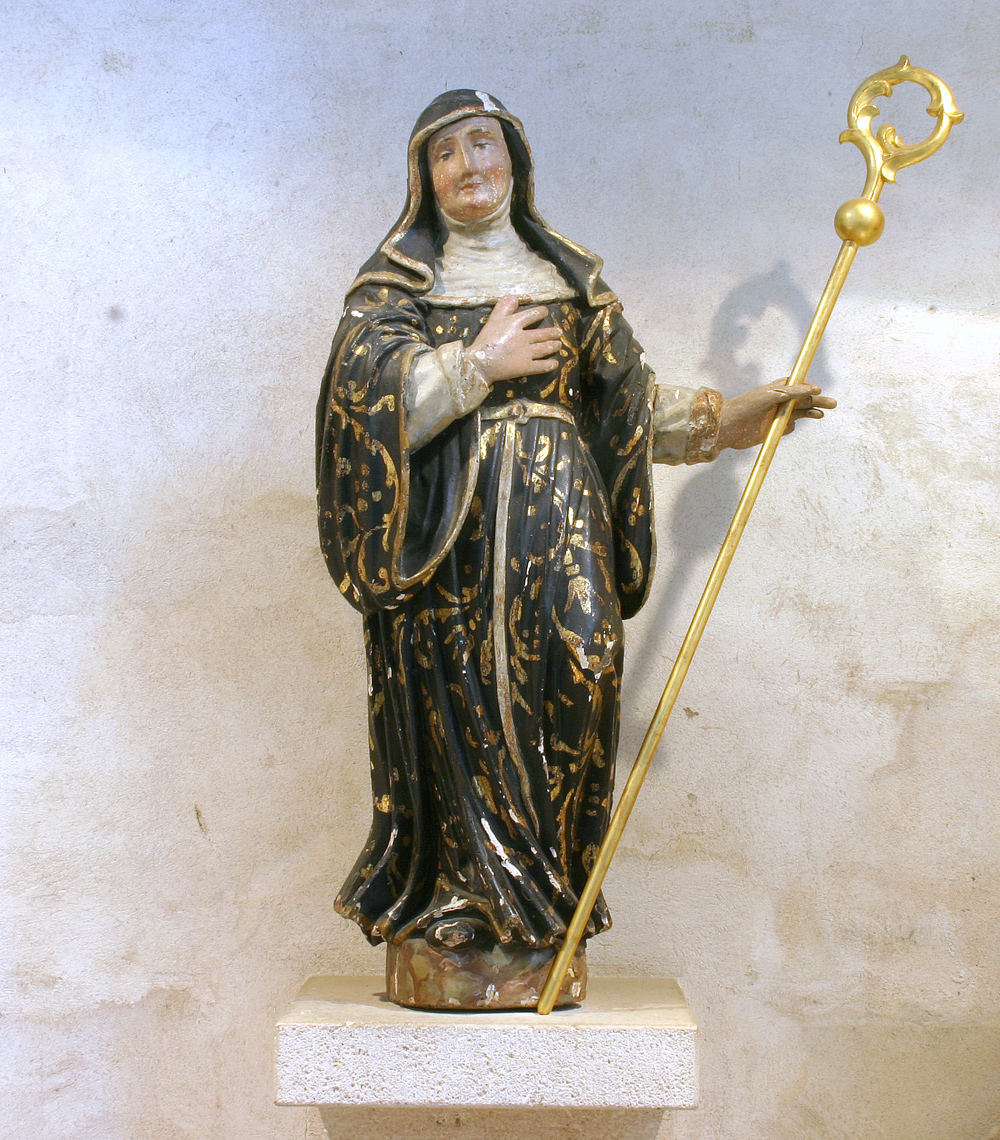
Statue der Brigida von Kildare in Groß St. Martin, Köln

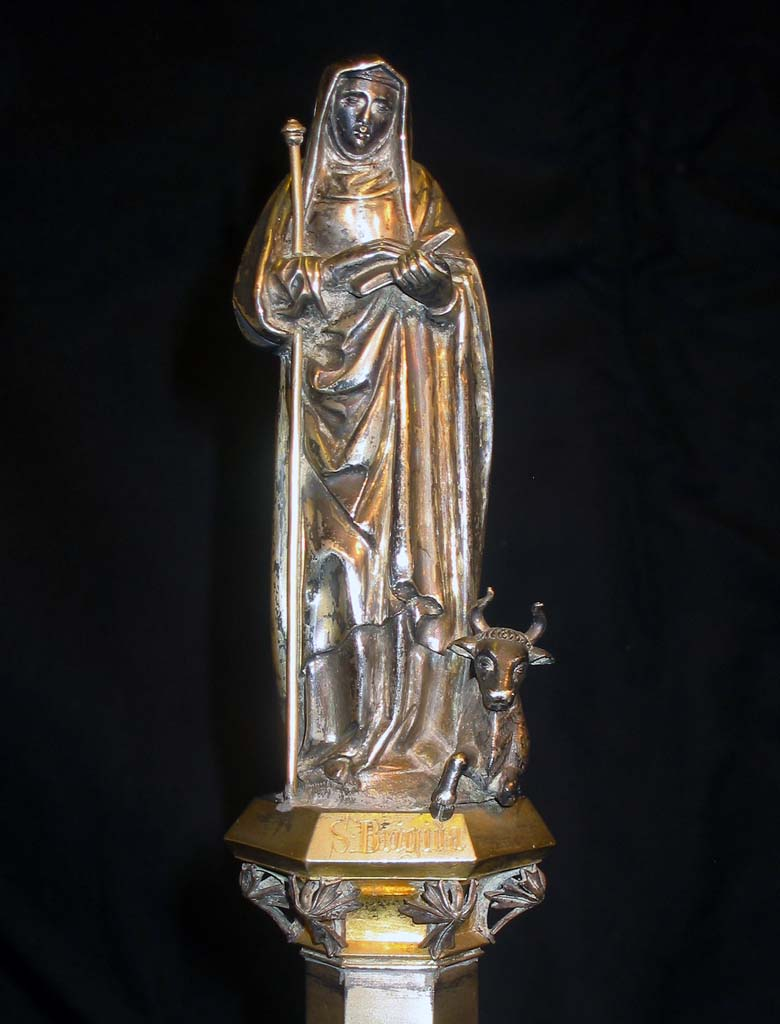
Brigida, Bildnis auf einem Bruderschaftsstab etwa aus dem Jahr 1850.

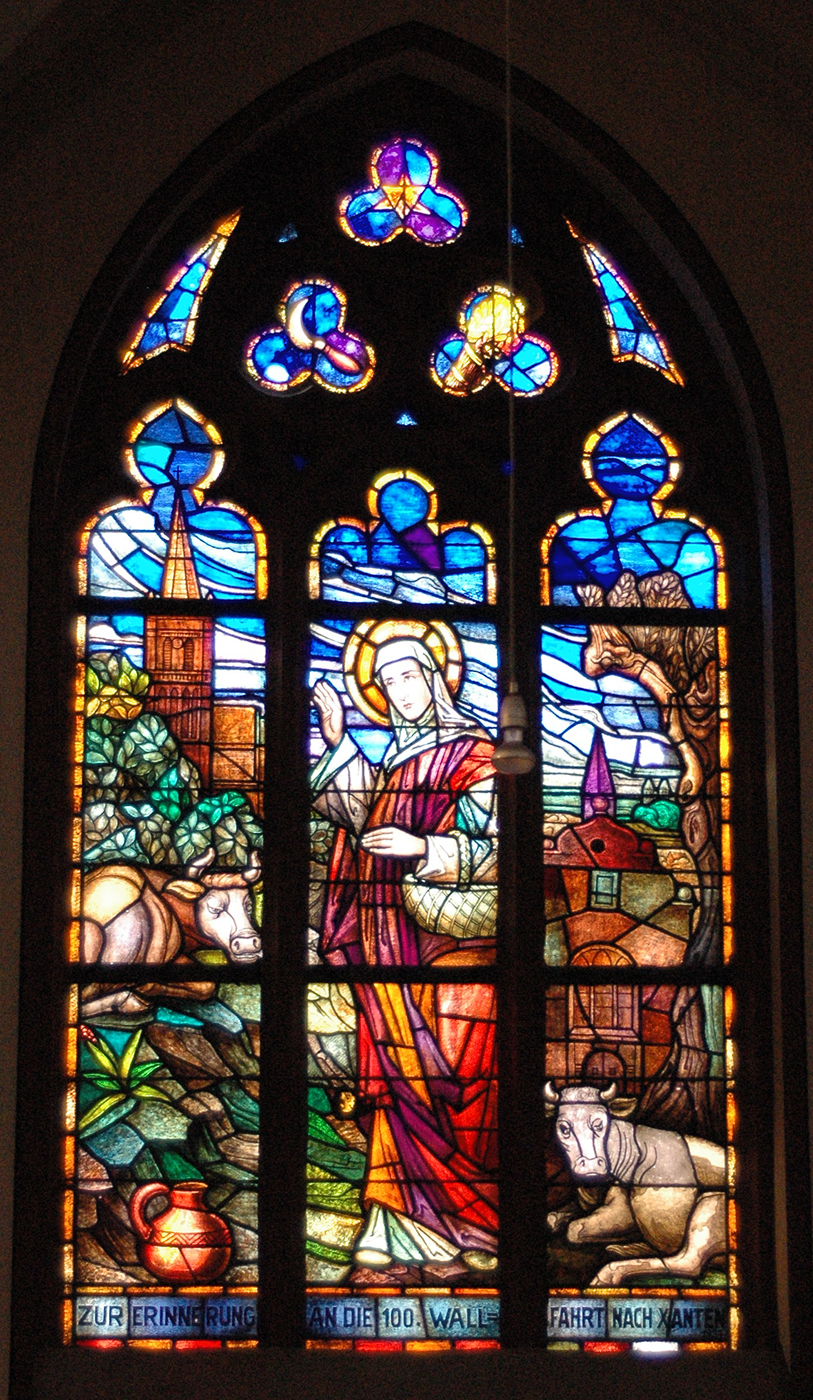
Brigittenfenster aus dem Jahr 1929 in der Pfarrkirche St. Cyriakus Krefeld-Hüls.

Brigida von Kildare (* um 451 in Faughart, Irland; † 1. Februar 523 in Kildare, Irland), auch Brigitta von Kildare oder Brigitta von Irland, altirisch Brigit, neuirisch Brighid bzw. in neuer Rechtschreibung Bríd, ist eine irische Heilige. Sie ist neben St. Patrick und Columban, eine der drei Nationalheiligen von Irland. Sie gilt als Schutzpatronin des Dichtens, Lernens, Heilens, der Schmiedekunst, Viehzucht und Milchviehwirtschaft sowie der Babys, Wöchnerinnen und Hebammen.

## Leben
Geboren wurde sie in Faughart (irisch Fochaird) bei Dundalk als Tochter von König Dubhthach von Leinster und Brocca (auch Broicsech), einer christlichen Piktin, die vom Heiligen Patrick getauft worden war. Ihren Namen hat sie von der keltischen Göttin Brigid. Sie soll ihren heidnischen Vater durch ihre Freigiebigkeit und Hilfsbereitschaft gegenüber Armen und Kranken verärgert haben und daraufhin in ein Kloster gegangen sein. Später ist dann aber auch Dubhthach zum Christentum übergetreten. Brigida selbst gründete 470 in Kildare (Cill Dara) ein Doppelkloster, wo auch das Book of Kildare entstand. Sie starb am 1. Februar des Jahres 523, der in der Folge zu ihrem Gedenktag erklärt wurde, in Kildare und wurde in Downpatrick begraben. Es sollen sich jedoch weitere Reliquien in der Abtei Saint-Maurice in der Schweiz, Igreja de São Roque (Lissabon), Cashel, Groß St. Martin in Köln und der Kathedrale von Brügge befinden.  Viele katholische Schulen weltweit sind nach ihr benannt.
Die frühesten Berichte über Brigida sind legendenhaft gehalten, aber die meisten Historiker halten sie für eine historische Persönlichkeit. Einige bezweifeln ihre historische Existenz und sehen in ihr eine Umwandlung der keltischen Göttin Brigid in eine christliche Heilige.
Im Gegensatz dazu nimmt die Historikerin Lisa M. Bitel an, dass die Göttin Brigid erfunden wurde, um St. Brigit als heidnisch/nichtexistent zu denunzieren und Patrick von Irland eine starke Konkurrentin vom Halse zu schaffen.
Nach ihr wurde die Ordensgemeinschaft der Brigitten (Sisters of St. Brigid) benannt.
Der moderne Vorname Brigitte leitet sich entweder von Brigida von Kildare oder von Birgitta von Schweden ab, welche wiederum nach Brigida von Kildare benannt wurde.

## Verehrung
Gedenktag ist der 1. Februar (katholisch, anglikanisch, orthodox). Seit 2023 ist ihr in Irland ein öffentlicher Feiertag am ersten Montag des Februars gewidmet. Weitere Gedenktage sind der 25. Januar (Übertragung des Kopfes in die Jesuitenkirche São Roque nach Lissabon) und der 9. Juni (Auffindung der Gebeine).
Patrozinien:
- Wiesbaden-Bierstadt (Birgidstadt)
- Oberstadtfeld (Landkreis Vulkaneifel)[15]

Nach ihr ist St. Brigid Island in der Antarktis benannt.